# Akt (együttes)
Az Akt egy magyar pop-rock együttes volt, 1998 és 2002 között működött. A zenekar egyetlen albumának elkészítésében részt vevő zenekari tagok: Galambos Zoltán (billentyűs hangszerek, hangmérnök), Sallai Tibor (gitár), Kovács Barnabás (basszusgitár), Szatmári Orsi (ének), Varga Zoltán (dob).
A zenekart 1998 márciusában alapította Almár Judit énekes és Kovács Barnabás basszusgitáros, előtte a tagok profi produkciókat erősítettek, több lemezen és élőkoncerteken vettek részt. A zenekar legelső demófelvételét még Anige néven készítette, ezen már szerepelt a későbbi bemutatkozó album egyik dala, az Emlékszem című szerzemény is. A dalírásban a kezdetektől részt vett Teravágimov Pál szövegíró is, aki a zenekar valamennyi magyar nyelvű dalában közreműködött szerzőként. A zenekar neve egyrészt az aktuális szóra, másrészt a három eredeti szerző (Almár, Kovács, Teravágimov) nevének kezdőbetűire utal. A zenei stílus a rock és az angolszász dallamos popzene keveréke, akusztikus hangszerekkel, rock-gitárszólókkal, valamint a magyar népzenéből vett hangszerekkel. 2001. április elején jelent meg bemutatkozó albumuk Csak a szerelem címmel, melyen Almár Judit helyett már Szatmári Orsi énekelt. Almár Judit a bemutatkozó album felvételeinek készítése közben kreatív nézeteltérések miatt távozott a zenekarból. A zenekar Csak a szerelem című dala (zene: Galambos Zoltán, szöveg: Teravágimov Pál) 2001-ben a magyarországi rádiók egyik legtöbbet játszott felvétele volt. A zenekar ennek ellenére nem érte el azt az áttörést, amelyre a tagok számítottak, így 2002-ben feloszlott, és a tagok más produkciókban folytatták pályafutásukat.

## Diszkográfia
- 2000 – Csak a szerelem (album, Warner-Magneoton)
- 2001 – Emlékszem (single, Warner-Magneoton)
- 2001 – Megtalálsz (single, Warner-Magneoton)